# MH-53直升機
塞考斯基HH-53「超級快樂綠巨人」（Super Jolly Green Giant）或MH-53J「低空鋪路者」（Pave Low）是一種美國空軍用的CH-53直升機發展版，專門加強戰鬥搜索與救援能力（CSAR）最初預計替換HH-3快樂綠巨人（S-61R）。之後所有HH-53又都被升級成MH-53低空鋪路者系列。
最初美國空軍訂購HH-53B和HH-53C的偵蒐加強版，並以此研發特種部隊專用的MH-53J低空鋪路者系列，更大幅強化偵蒐和特戰入侵能力。
低空鋪路者是為了低空、長程、入侵行動設計的特種部隊用機，可以全日夜操作，全天候操作，可以秘密滲透滲出和空中加油。通常配合MC-130H戰爪機進行導航，通訊和戰術支援，和C-130加油機進行空中加油。

## 名稱來源
雖然官方名稱叫種馬（或海種馬），但是HH-53B的大型綠色機身還是得到暱稱「超級快樂綠巨人」。此名字來自較小型的西科斯基HH-3E（S-61R快樂綠巨人）一種加長版的SH-3海王直昇機，用於越戰時期的偵蒐和運輸。

## 升級到HH-53B

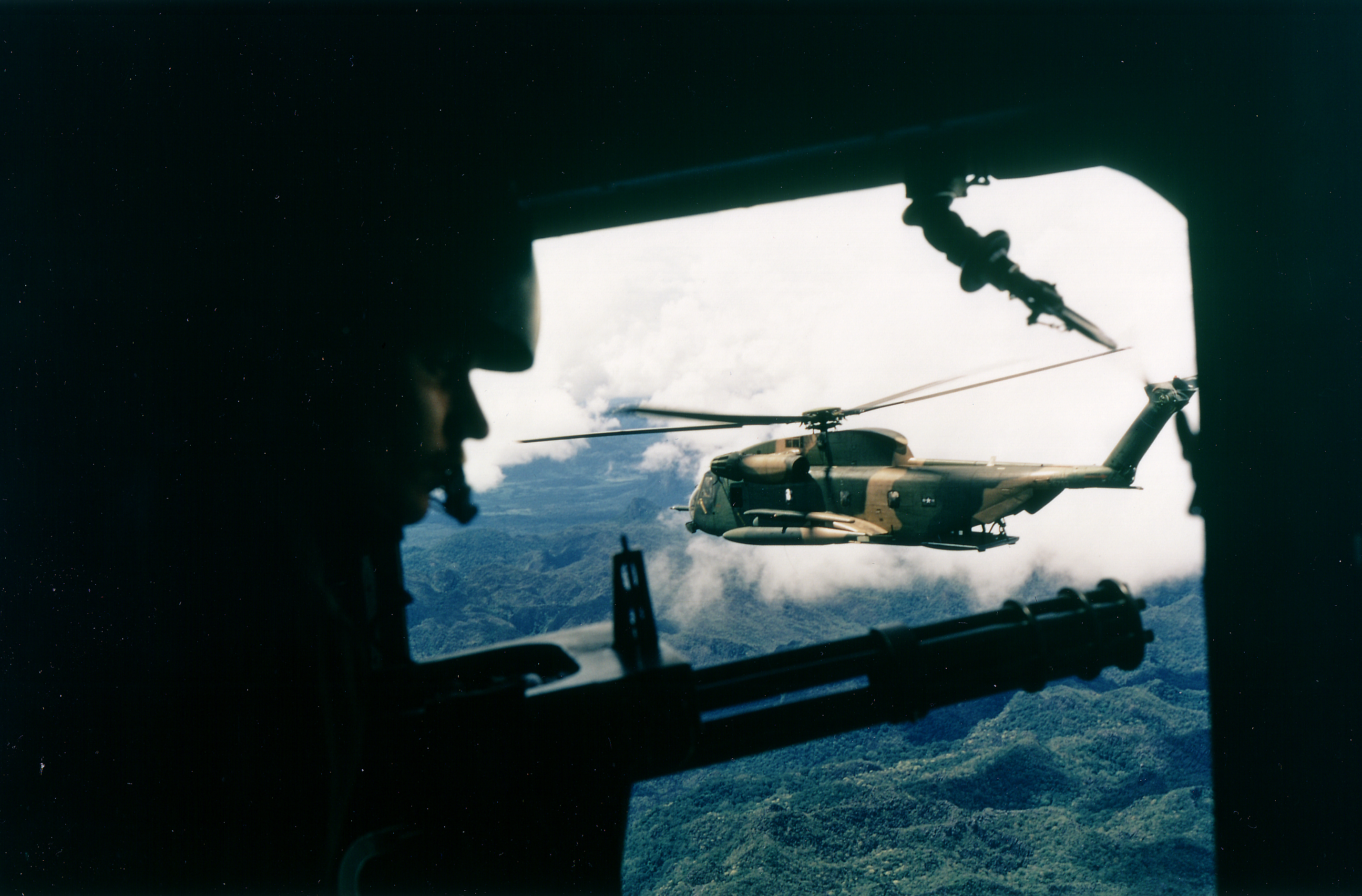
21特種部隊一架直升機砲手位置往外看一架40航空救援隊的HH-53之景象，1972/10越戰。

正如前述，美國空軍很愛用他們的西科斯基S-61R/HH-3E「快樂綠巨人」長程戰術偵蒐機（CSAR），所以對後繼機S-65也有極大興趣。1966年空軍通過合約向西科斯基研發訂購CSAR版CH-53A，也就是後來的HH-53B。
HH-53B設計概念如下：
- 鼻端右側的伸縮空中加油管。
- 可拋棄式650加侖油箱，掛於兩短翼末端的加強支架。
- 乘員艙加設垂降繩索，可以進行叢林垂降滲透，繩索總長250ft.
- 三具通用電子GAU-2/A 7.62mm（.308吋）六管格林式機槍（類似M61火神式機砲），在左右前方和後方，外加槍手鞍式座位。
- 總重1,200磅的機身各處裝甲。
- 鼻端的多普勒雷達。
- 初期沿用HH-53B的T64-GE-3渦輪引擎3080匹馬力，但是此引擎將升級成T64-GE-7渦輪引擎（3925匹馬力）
- 標準乘員五名：駕駛，副駕駛，機長，兩名垂降員兼槍砲手。[4]

等待HH-53B交貨時空軍額外獲得兩架美國海軍陸戰隊專用CH-53A作為早期訓練用。之後頭八架HH-53B於1967年3月15日首飛，並且在年底於南亞向空軍表演CSAR任務和搜救任務。空軍稱HH-53B為「超級快樂綠巨人」，用於戰鬥搜索與救援(CSAR)和綜合戰術任務，和回收間碟衛星的底片空投膠囊。

## 升級到HH/CH-53C

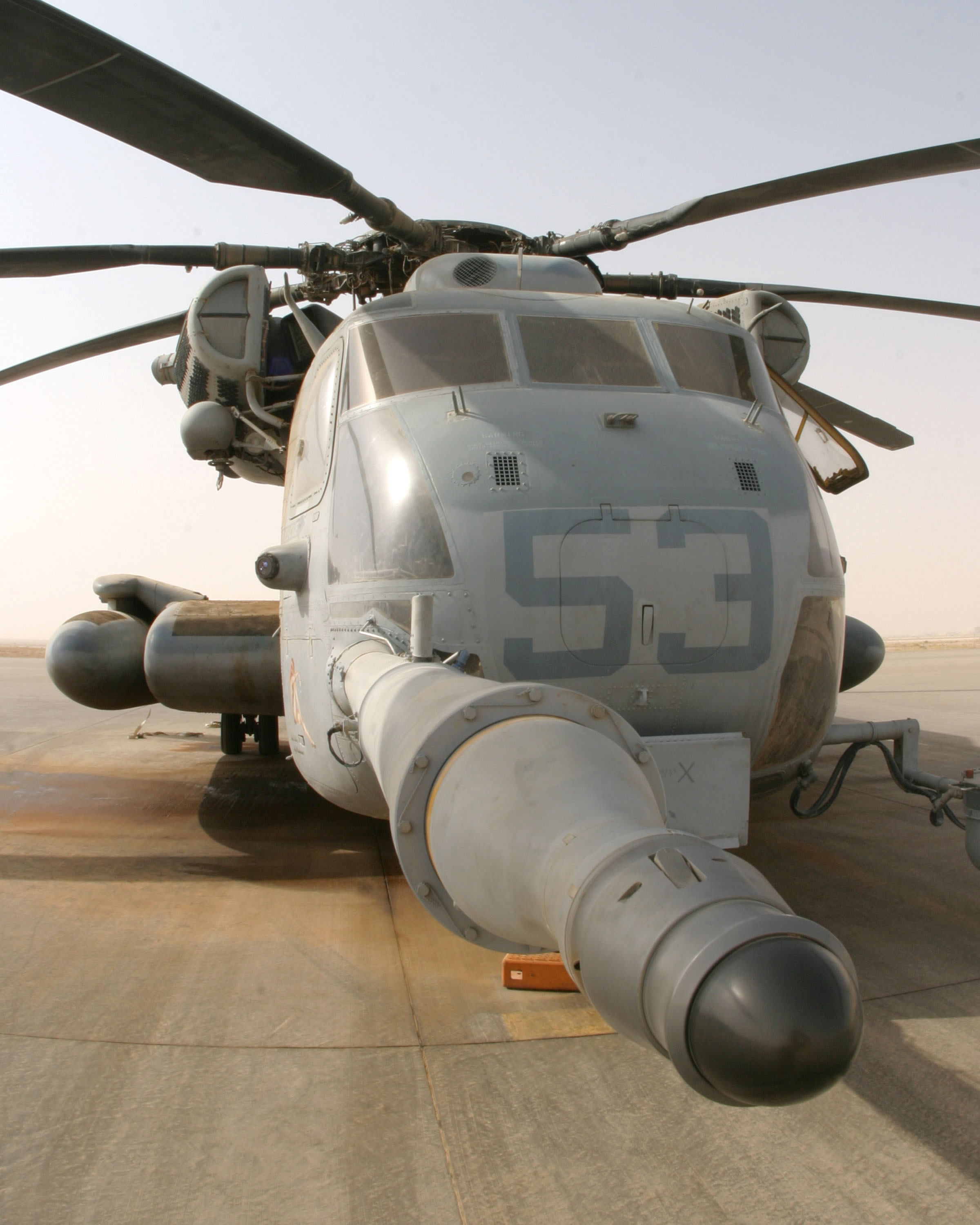
一架海軍陸戰隊舊型HH-53改成的低空鋪路者I代

HH-53B本質上是過渡型產品，之後很快就被改成HH-53C CSAR變型版。HH-53B和HH-53C最大外觀差異是HH-53C有外掛油箱的支撐架。根據經驗HH-53B原本的油箱太大，加滿時不利於運動效能，所以被採用取代較小的450加侖油箱。其他改裝包含裝甲以及全員無線電通訊，加強空中加油時和C-130加油機的訊息聯絡，也加強戰鬥機的聯絡可以使CSAR任務執行效率提升，和地面待救人員的聯絡也能更順暢。HH-53C和HH-53B內在最大不同就是換裝更大馬力的T64-GE-7引擎。
期間全部共升級了44架HH-53C，於1968年8月投入服役，越戰時還加掛了反制莢艙以抵抗地對空飛彈。實戰任務HH-53B和HH-53C多用於支援行動和回收間諜衛星空投底片，也有少數用於支援阿波羅太空計畫緊急回收組員艙，然而阿波羅計畫到最後都沒發生過需要緊急回收的事件。除了HH-53C，空軍還獲得20架CH-53C用於運輸任務。CH-53C外觀上極類似HH-53C，同樣保留了救援吊索，唯一差別是CH-53C沒有空中加油管。自從CH-53C投入運輸任務後就和HH-53C一樣，不再升級裝甲和武器。
超級快樂綠巨人兩次登上報紙頭版；一次是1970十一月因為它所進行的北越山西戰俘營突襲營救任務失敗，另一次就是1975年五月時營救SS Mayagüez號貨船上的紅色高棉戰士。
空軍失去17架超級快樂綠巨人裡，14架於越戰中損失–包含一架於寮國偵蒐行動時被北越空軍米格-21戰鬥機在1970年1月28日擊落，另外三架則為意外墜機。HH-53B、HH-53C和CH-53C戰後都持續在美國空軍服役到1980年代晚期。超級快樂綠巨人在前線也被漆成各種偽裝迷彩，至於國內救援行動時則漆成灰黃色相間塗裝。某些後來在後續計畫中還升級成「低空鋪路者」特戰直升機。

## 升級到HH/MH-53H

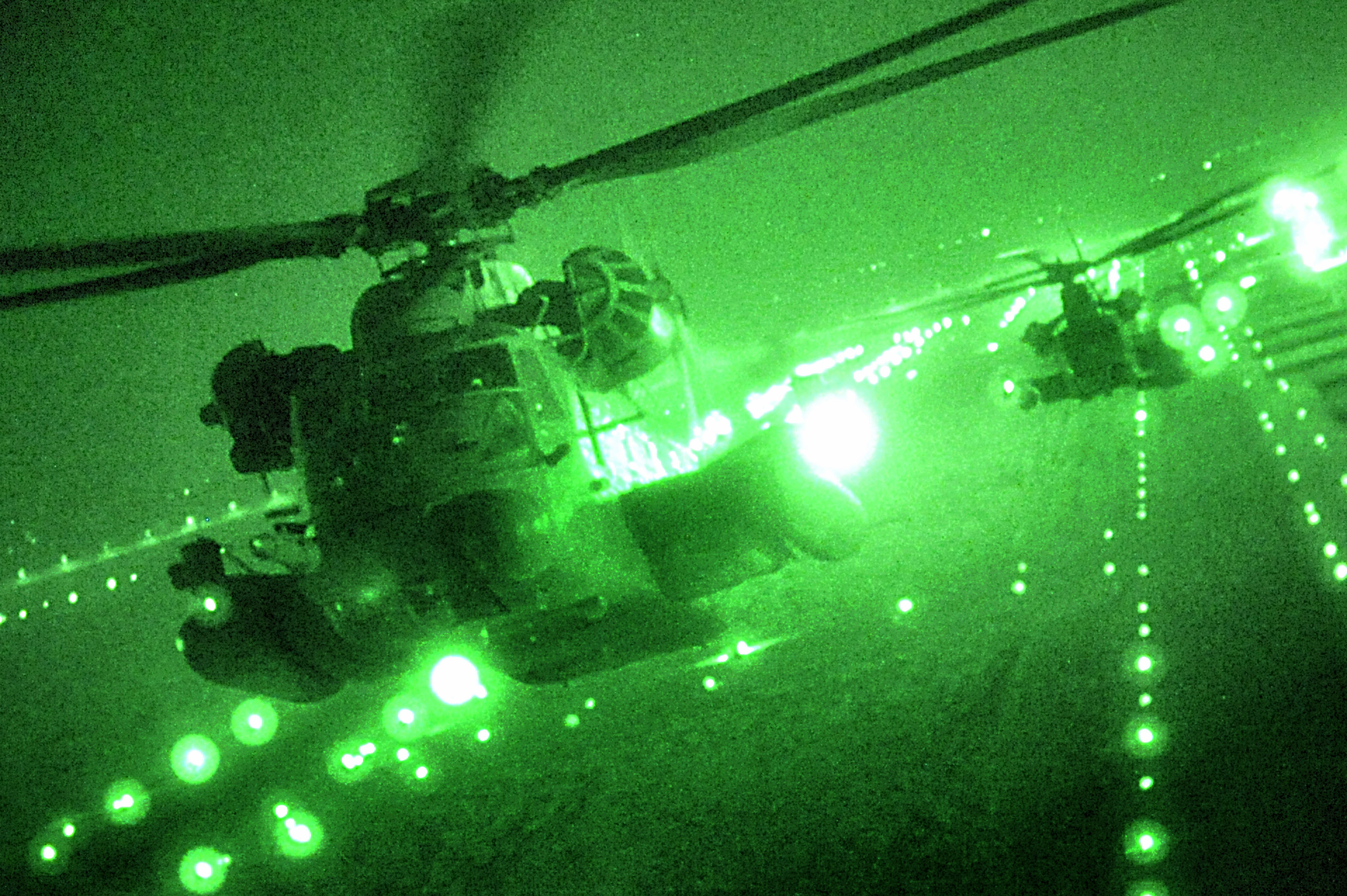
MH-53夜間演習

美國空軍的超級快樂綠巨人是很常使用的直升機，但是原則上只能在白天晴朗天氣使用而不能在惡劣天候和夜間使用。所以夜間／惡劣天候感應器系統於「低空鋪路者I」開始發展，低光度電視攝影機（LLLTV）是最初構想來源，並立刻部署於1969年的越南，且開始估價升級所有快樂綠巨人。
1975年時，HH-53B提升為低空鋪路者並且重新設計YHH-53H原型機。測試結果滿意，所以後續有八架HH-53C被選中將升級系統成HH-53H低空鋪路者II，YHH-53H實驗機也將一並再次升級。於1979和1980交貨。後來兩架HH-53H在1984年的訓練中墜毀，所以又調派兩架CH-53C以彌補這兩架HH-53H損失。
HH-53H保留空中加油管，外掛油箱，救援吊掛繩索，三具機槍：左右兩邊各一具重型機槍和一具白朗寧12.7mm機槍於後方（有打穿輕裝甲能力）等部份都保留。而HH-53H強化項目包含加裝：
- 德州儀器AN/AAQ-10前視紅外線（FLIR）
- 德州儀器AN/APQ-158地形追蹤雷達（TFR）
- 加拿大製多普勒雷達
- Litton或Honeywell製造的慣性導航雷達（INS）
- 電腦化虛擬地圖[4]
- 雷達警報接收器（RWR）和閃光誘導熱焰彈

FLIR和TFR都將整合到機頭「下顎」模組。HH-53H將可以搭載27兵員或是14具擔架。升級將在彭萨科拉海軍基地完成，S-65的高階維修能量也由空軍轉移到海軍。1986年殘存的所有HH-53H又在CONSTANT GREEN專案中被升級，機員也升級了藍綠雙色夜視鏡（NVGs）更加適合特種作戰，也被重新命名為MH-53H。

## 升級到MH-53J

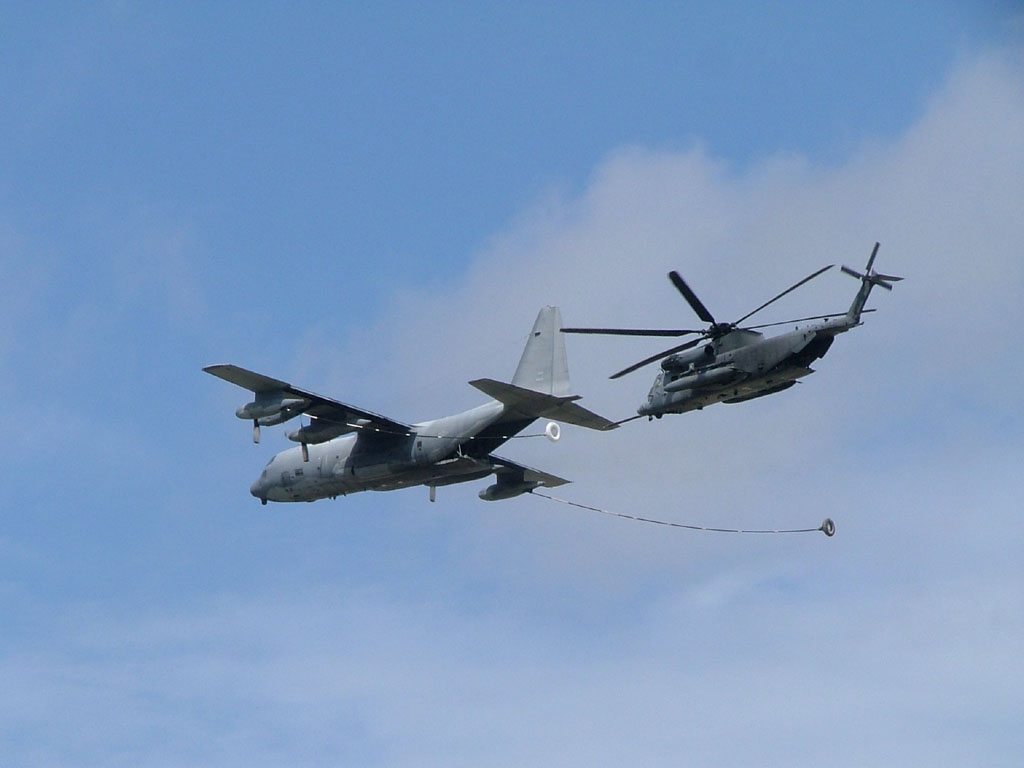
MH-53（352特種作戰群）和英國KC-130P於2004空中加油訓練

MH-53J低空鋪路者III重型直升機是美國空軍長程快速入侵且大馬力、高科技的傑作，具有地形追蹤閃避雷達、前視紅外線感應器、配合GPS的慣性導航系統，機內有「投影式虛擬地圖」顯示地形輪廓和障礙物；使得它可以輕鬆執行低空入侵。
MH/HH-53H效果良好所以空軍決定訂購更多，並且開始擬定MH-53J低空鋪路者III升級專案。總體MH-53J設定類似HH-53J，主要變更是：
- 更換T64-GE-415 4,380匹馬力（3,265 kW）渦輪風扇發動機
- 更多裝甲防護，總裝甲增加重量達1,000 lb (450 kg)
- 航電升級，包含GPS導航能力

共計31架HH-53B、HH-53C和CH-53Cwere將升級到MH-53J於1986到1990年間完工，所有41架MH-53H也都將升級為MH-53J。低空鋪路者III專案空軍修改了9架MH-53H和32架HH-53H作為夜戰和全天候使用（上述的41架）。前視紅外線感應器，慣性導航系統、GPS、多普勒雷達、APQ-158地形追蹤閃避雷達、內建式任務電腦、強化型導航儀，整體航電精確化。上述系統都是此一專案標準配備，升級後改稱MH-53J。
MH-53J主任務是於敵軍戰線後方投放和補給特種部隊，還有戰場搜索和救援。機上地形追蹤雷達、紅外線感應器...等設備可以讓它在惡劣天候使用並進行外科手術式低空滲透。機身上有大量防護裝甲，但是依然可以載運38步兵並同時加掛20,000磅（9000公斤）物資於機下，並達到時速165英哩（266公里）高速和16,000呎（4900米）飛行高度。

## 升級到MH-53M

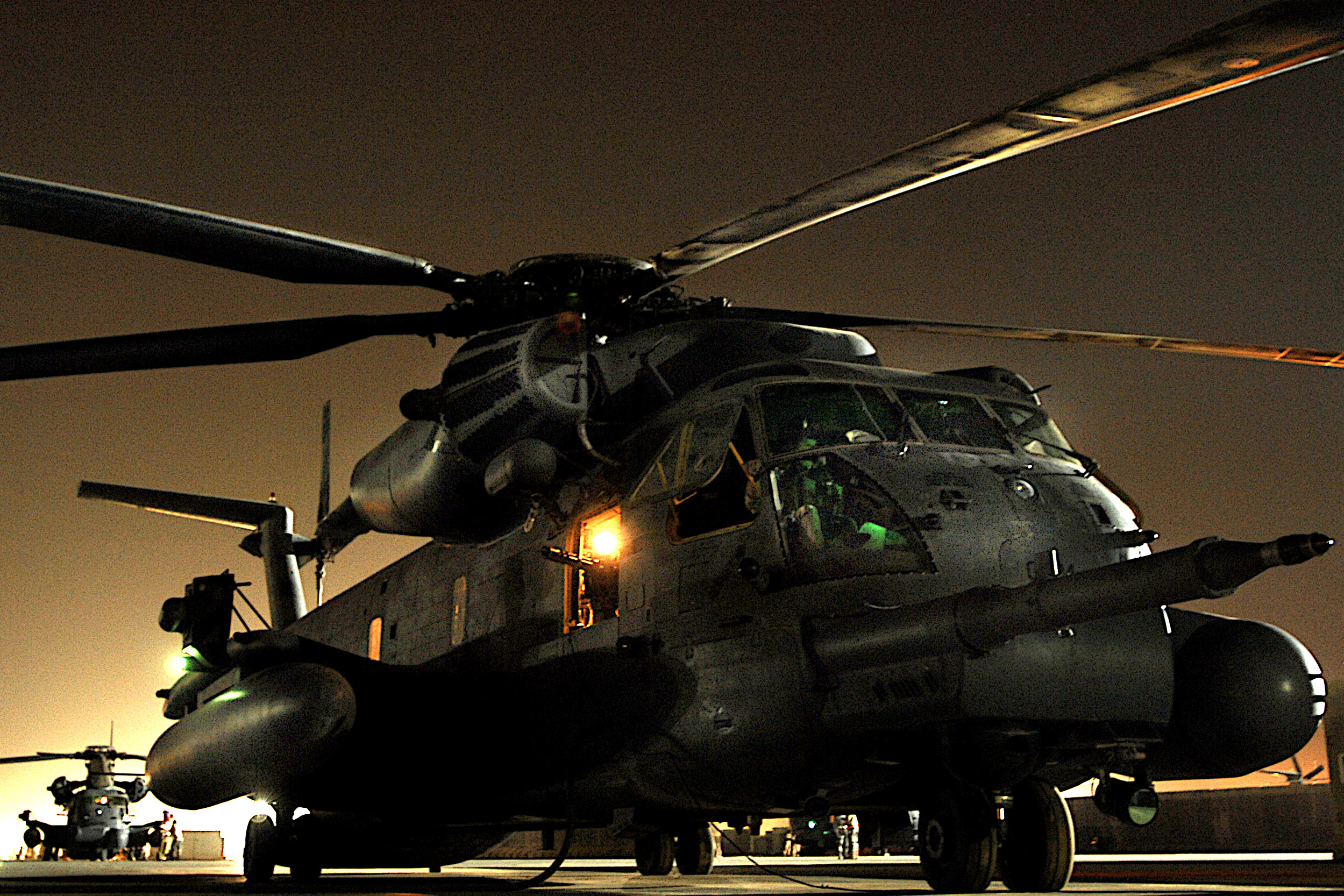
MH-53於2008伊拉克

MH-53M低空鋪路者IV是更先進的MH-53J-加裝交互防禦航電系統、IDAS/MATT多任務戰術終端機。大幅強化目前低空鋪路者的閃躲防禦能力、低空懸停能力。通過即時戰術電子命令更新系統，足以適應目前反恐戰環境，透過全戰場單位互連的即時威脅廣播系統，機員可以即時躲避威脅和更改飛行計畫。

## 衍生型總覽
- TH-53A－美國空軍訓練版

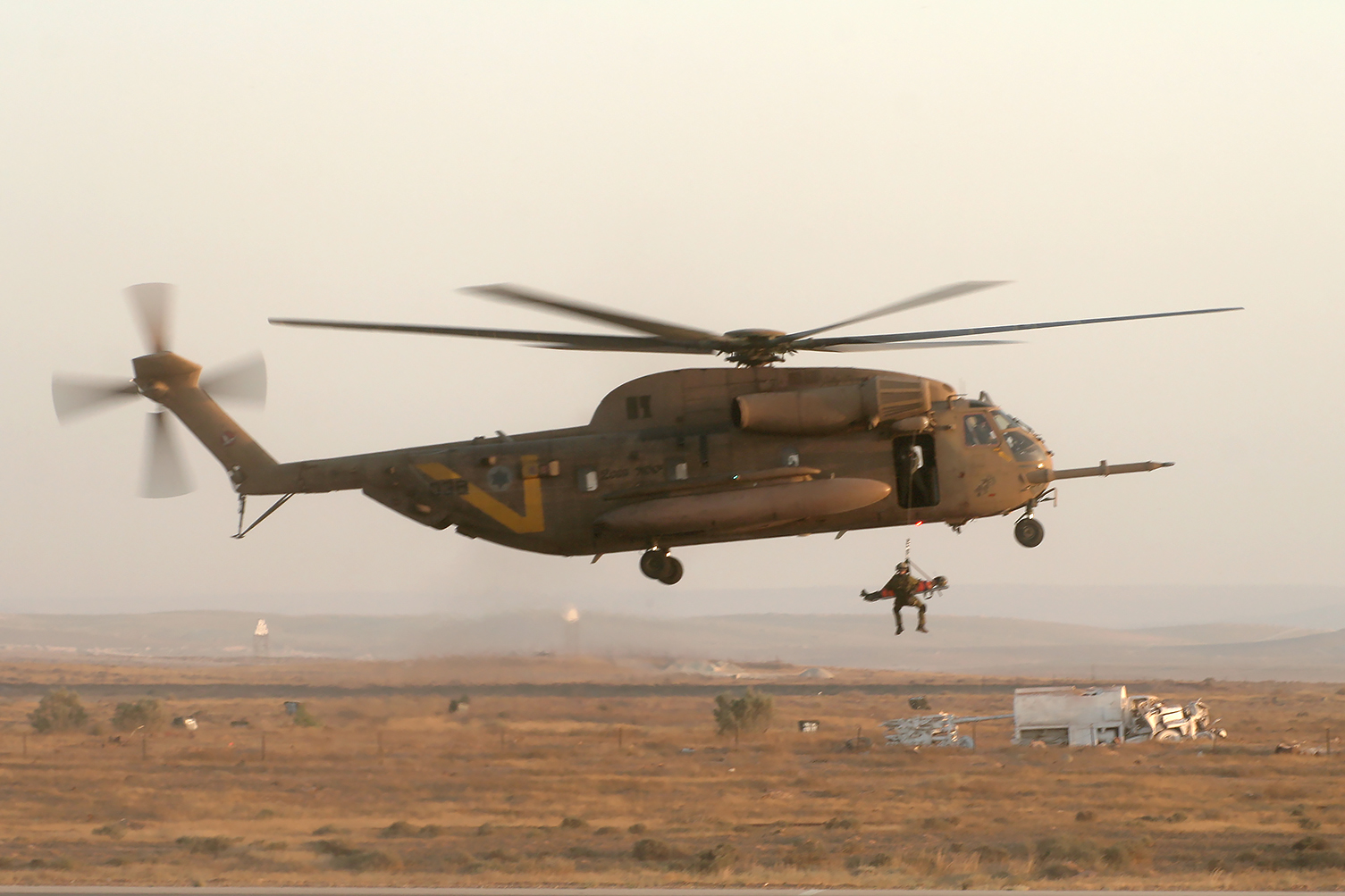
以色列用版

- HH-53B－CH-53A改裝的偵蒐型（SAR）
- CH-53C－美國空軍重型運輸版，共22架
- HH-53C－「超級快樂綠巨人」的改良版HH-53B，美國空軍訂製
- S-65C-2（S-65o）－澳洲外銷版
- S-65-C3－以色列外銷版
- YHH-53H－低空鋪路者I代（原型機）
- HH-53H－低空鋪路者II代（可夜戰版）
- MH-53H－重設計的HH-53H
- MH-53J－「低空鋪路者III代」HH-53B、HH-53C等所有構型改裝成的特戰版
- MH-53M－「低空鋪路者IV代」是一種升級過的MH-53J

另有大幅改裝的海用版；詳見CH-53E直升機。

## 技術規格（MH-53J）
参考资料：美國空軍MH-53J/M,國際空軍目錄
基本信息
- 机组：6（兩名機員、兩名飛行工程師、兩名机槍手）
- 容量：約38兵員Rotor系統：6扇葉引擎

性能
武器

- 任意組合三把7.62mm機槍或.50口徑（12.7 mm）機槍於左右側和後方

## 出現在影視電影
早期諸多電影中出現HH-53系列的直升機，例如「火狐狸」中描述越戰片段，但都是以配角出現，出現機率也遠低於休伊UH-1直升機。
在2007年電影變形金剛中作為狂派黑魔/眩暈（Blackout）的變形。設計者Jeff Mann說「MH-53看起來很男性化…大小也合乎變形金剛的邏輯。」

## 相關連結
- CH-53直升機
- CH-53E直升機
- OH-58奇奧瓦偵察直升機
- UH-60黑鹰直升机

## 外部連結
- MH-53J/M USAF fact sheet
- MH-53PaveLow.com, the unofficial Pave Low web site （页面存档备份，存于）
- HH-53 （页面存档备份，存于），MH-53J Pave Low III （页面存档备份，存于），and MH-53M Pave Low IV pages on GlobalSecurity.org （页面存档备份，存于）